# Lino Grassi
Lino Grassi (Cannuzzo di Cervia, 23 de setembre de 1931) va ser un ciclista italià que fou professional entre 1955 i 1957.
Com a amateur, va guanyar la medalla de plata al Campionat del món en ruta de 1955, per darrere del seu compatriota Sante Ranucci.

## Palmarès

### Resultat al Giro d'Itàlia
- 1957. 28è de la classificació general